# Elisabeth Endres (Malerin)
Elisabeth Endres (* 1942 in Oberammergau; † 3. Juli 2011 ebenda) war eine deutsche Malerin.

## Leben
Elisabeth Endres wurde zunächst in Augsburg zur Lehrerin für Kunst und Werken ausgebildet, wechselte dann aber an die Kunstakademie München, wo sie schließlich 1973 als Meisterschülerin von Karl Fred Dahmen ihr Diplom ablegte. Endres lebte abwechselnd in München und Nordamerika, zeitweise arbeitete sie als Aufseherin im Haus der Kunst in München. Mitte der 2000er Jahre kehrte sie an ihren Heimatort Oberammergau zurück, wo sie nach kurzer schwerer Krankheit 68-jährig verstarb.

## Stil und Themen
Nach anfänglicher Prägung durch den Informel wandte sich Endres früh der gegenständlichen und figürlichen Malerei zu. Ihre Werke zeichnen sich durch ein hohes Maß an Kontinuität aus. Im Vordergrund stehen oft Tier-, Frauen- oder Kinderfiguren, die realistisch und farbenreich abgebildet sind, deren Gestalt aber häufig durch Linienschnitte gebrochen oder durch geometrische Elemente verfremdet wird. Allgemein zeichnen sich Endres‘ Gemälde und Zeichnungen durch einen hohen Grad an darstellerischer Genauigkeit und technischer Perfektion aus, Bezüge zur Bilderwelt der amerikanischen Popart sind erkennbar.
Endres setzt sich in ihren Werken immer wieder mit der Bedrohung der menschlichen Existenz durch Technik auseinander. So entstand beispielsweise eine Serie von Bildern, die sich mit der Entwicklung der Atombombe in Los Alamos (New Mexico) befassten. Bemerkenswert ist, dass figürlich fast ausschließlich Frauen abgebildet werden.

## Ausstellungen (Auswahl)
- 2006: Elisabeth Endres. Bilderdenken, Oberammergau Museum.
- 2009: Elisabeth Endres – die Welt im Blick, Kallmann-Museum, Ismaning, 8. März bis 3. Mai 2009[1]
- 2012 (posthum): Das Leben ist gar nicht so. Es ist ganz anders. Museum Penzberg, 23. März – 3. Juni 2012[2][3]
- 2023 (posthum): Elisabeth Endres (1942-2011) – Bis an die Schmerzgrenze. Eine Retrospektive. Oberammergau Museum, 01. Aprli 2023 - 05. November 2023.[4]